# Pietà
Pietà (italiensk for barmhjertighed eller fromhed) er et religiøst motiv bestående af jomfru Maria med den døde Jesus på skødet. Det mest kendte eksempel på pietà er Michelangelos Pietà i Peterskirken i Rom.